# 大貫忠清
大貫 忠清（おおぬき ただきよ、1842年（天保13年）- 没年不詳）は、日本の土木技師。静岡県士族、通称・伝入郎。
1874年（明治7年）に民部省土木少令史拝命。その後、愛知県十二等出仕、上新川県十一等出仕。
その後地理寮少属，鹿児島県七等属を経て、1880年（明治13年）7月に開拓使御用掛。1882年（明治15年）8月には、皇居造営事務局御用掛と建築掛土木方を拝命している。1883年（明治16年）7月被免。